# Кайо, Жозеф
Жозе́ф Мари́ Огю́ст Кайо́ (фр. Joseph-Marie-Auguste Caillaux; 30 марта 1863, Ле-Ман — 21 или 22 ноября 1944, Мамер, департамент Сарта, Земли Луары) — французский политический и государственный деятель III-й республики.

## Биография
Придерживался радикальных взглядов, являясь одним из их лидеров в парламенте, в котором был депутатом с 1898 по 1919 годы, а с 1925 года до своей смерти — сенатором от округа Сарта.
Несколько раз занимал пост министра финансов:
- июнь 1899 — июнь 1902
- октябрь 1906 — июль 1909
- март — июнь 1911
- декабрь 1913 — март 1914
- апрель — октябрь 1925
- июнь — июль 1926
- июнь 1935

Вершиной карьеры Кайо был период с июня 1911 по январь 1912 года, когда он занимал посты премьер-министра и министра внутренних дел.
Выступал за введение прогрессивного подоходного налога. В области внешней политики ориентировался на сближение с Германией. Во время Агадирского кризиса 1911 года добивался заключения компромиссного франко-германского соглашения. В годы Первой мировой войны Кайо был сторонником поисков путей примирения с Германией, за что в декабре 1917 года по требованию премьер-министра Жоржа Клемансо был лишён депутатской неприкосновенности и в январе 1918 года арестован.
Пережив два процесса по обвинению в шпионаже и государственной измене, побывав в тюрьме и под домашним арестом, Кайо в 1920 году был осуждён на три года «за переписку с врагом» с лишением гражданских прав. Вынужденный покинуть Париж, он вернулся только после победы союза левых на выборах 1924 года. Правительство Эррио провело голосование палаты депутатов и 1 января 1925 года Кайо был помилован и сразу же возобновил свою политическую деятельность.
В том же году он был избран сенатором, а в 1932 году — председателем финансовой комиссии сената и занимал эти посты до падения Франции в 1940 году.
Остаток своих дней, выпавший на время нацистской оккупации, провёл в деревушке Мамер департамента Сарта в регионе Страна Луары, где скончался 21 (по другим данным, 22) ноября 1944 года.

## Правительство Кайо (27 июня 1911 — 21 января 1912)
- Жозеф Кайо — председатель Совета Министров и министр внутренних дел и культов;
- Жюстен де Сельв — министр иностранных дел;
- Адольф Мессми — военный министр;
- Луи Люсьен Клоц — министр финансов;
- Рене Рено — министр труда и условий социального обеспечения;
- Жан Крюппи — министр юстиции;
- Теофиль Делькассе — морской министр;
- Теодор Стег — министр общественного развития и искусств;
- Жюль Пам — министр сельского хозяйства;
- Альбер Лебрен — министр колоний;
- Виктор Огагнёр — министр общественных работ, почт и телеграфа;
- Морис Куйба — министр торговли и промышленности.